# سوبارو فيزيف
سوبارو فيزيف هي سيارة أس يو في رياضية هجينة مبتكرة كشف النقاب عنها في معرض فرانكفورت الدولي. تأتي السيارة بمحرك 2.0 ليتر توربو بوكسر 4 يعمل بالبنزين وثلاثة محركات كهربائية واحد في الأمام وإثنين في الخلف. وهذا يعني أن توزيع المحركات يأتي بنفس طريقة التوزيع في الفيزيف 2، كما ان الدفع يتم بالعجلات الأربعة.
أطلقت سوبارو نسخة من السيارة للعبة جران توريزمو 6 وأطلقت على هذه السيارة الاختبارية اسم فيزيف جي تي. تصل القوة القصوى للمحركات إلى 591 حصانا و 804 نيوتن/متر عزم الدوران والوزن الإجمالي للسيارة 1340 كيلو غرام. ويمكن أيضا استعمال المحركات الكهربائية بطريقة منفصلة.

## معرض صور

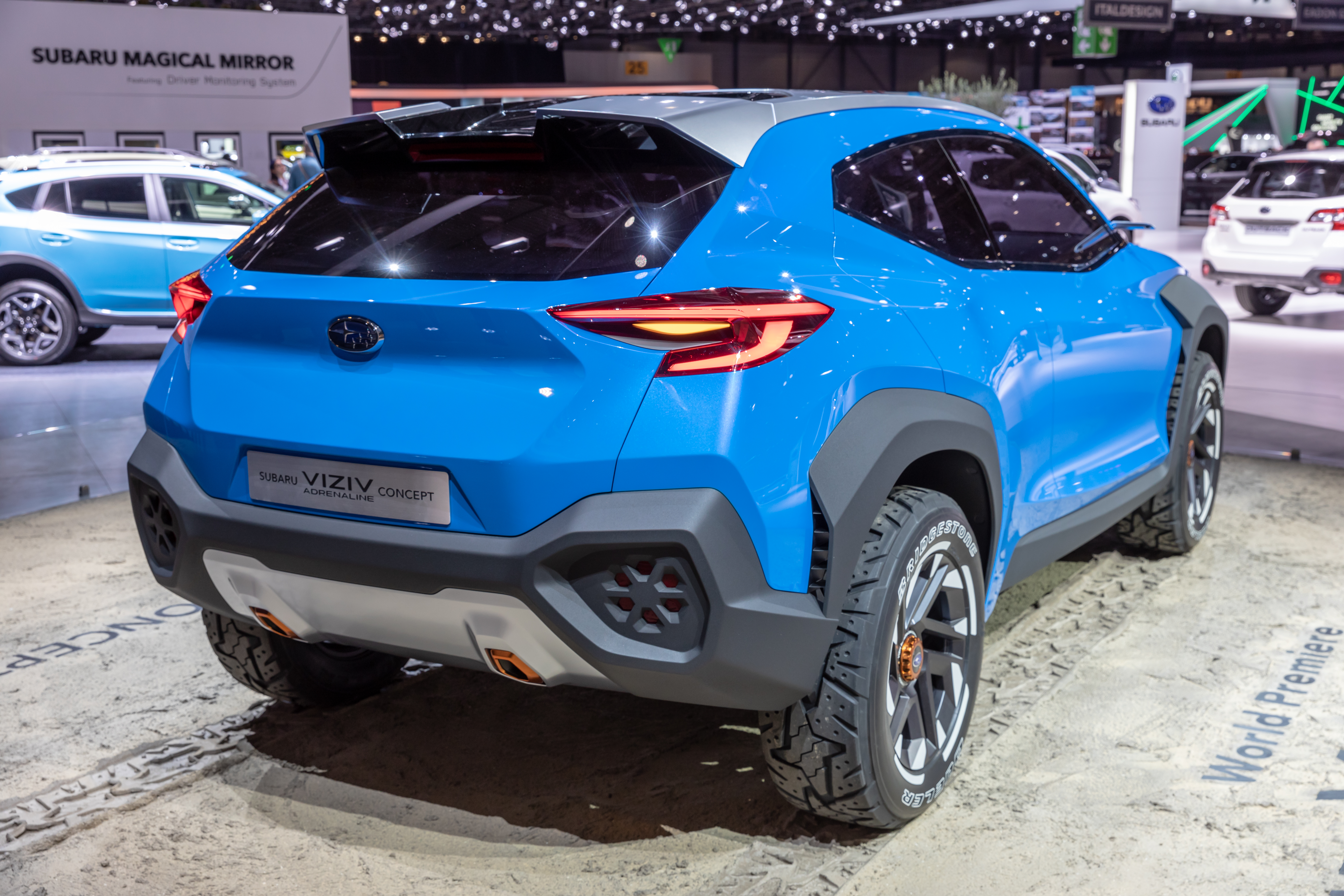
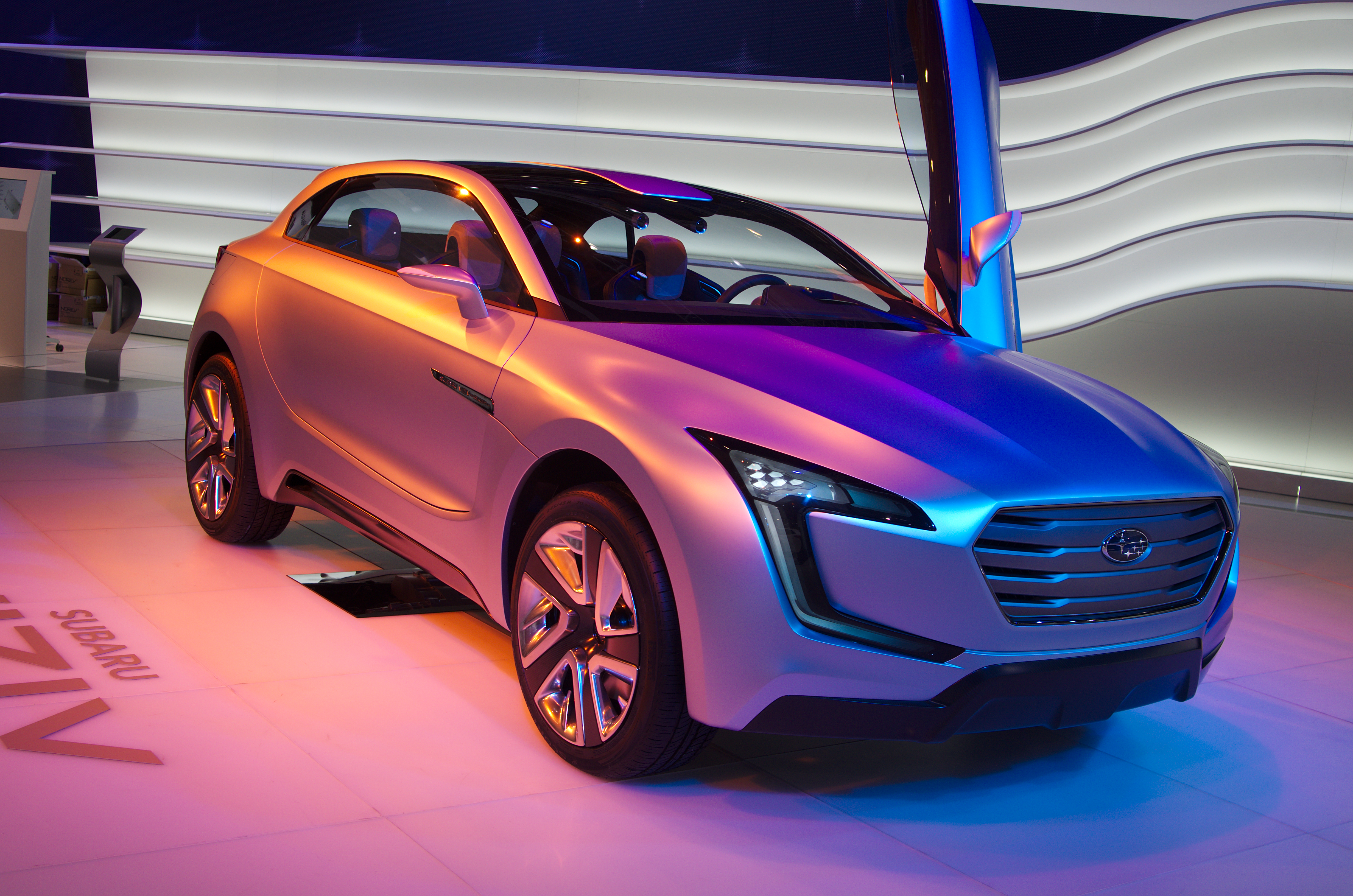
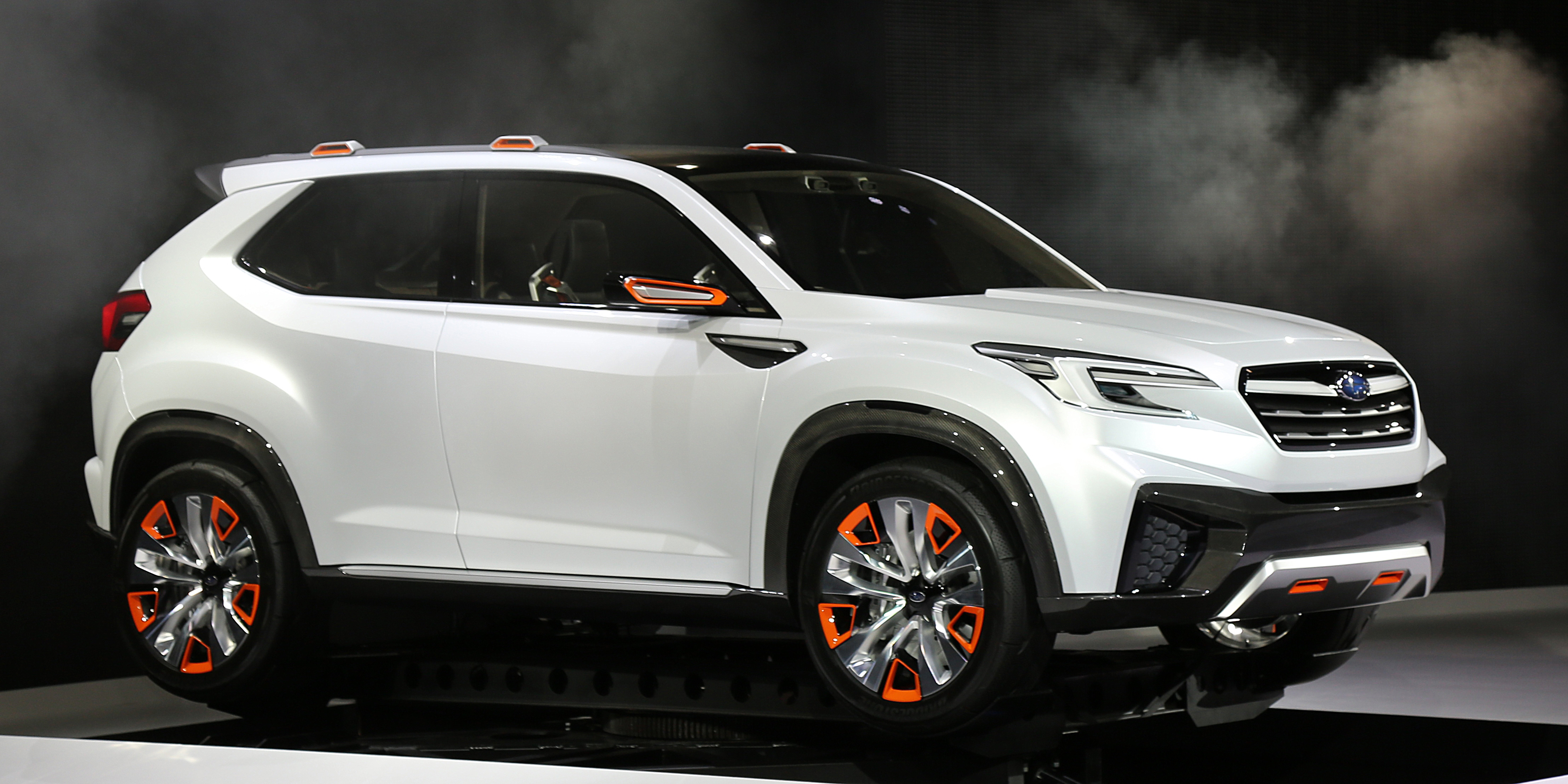
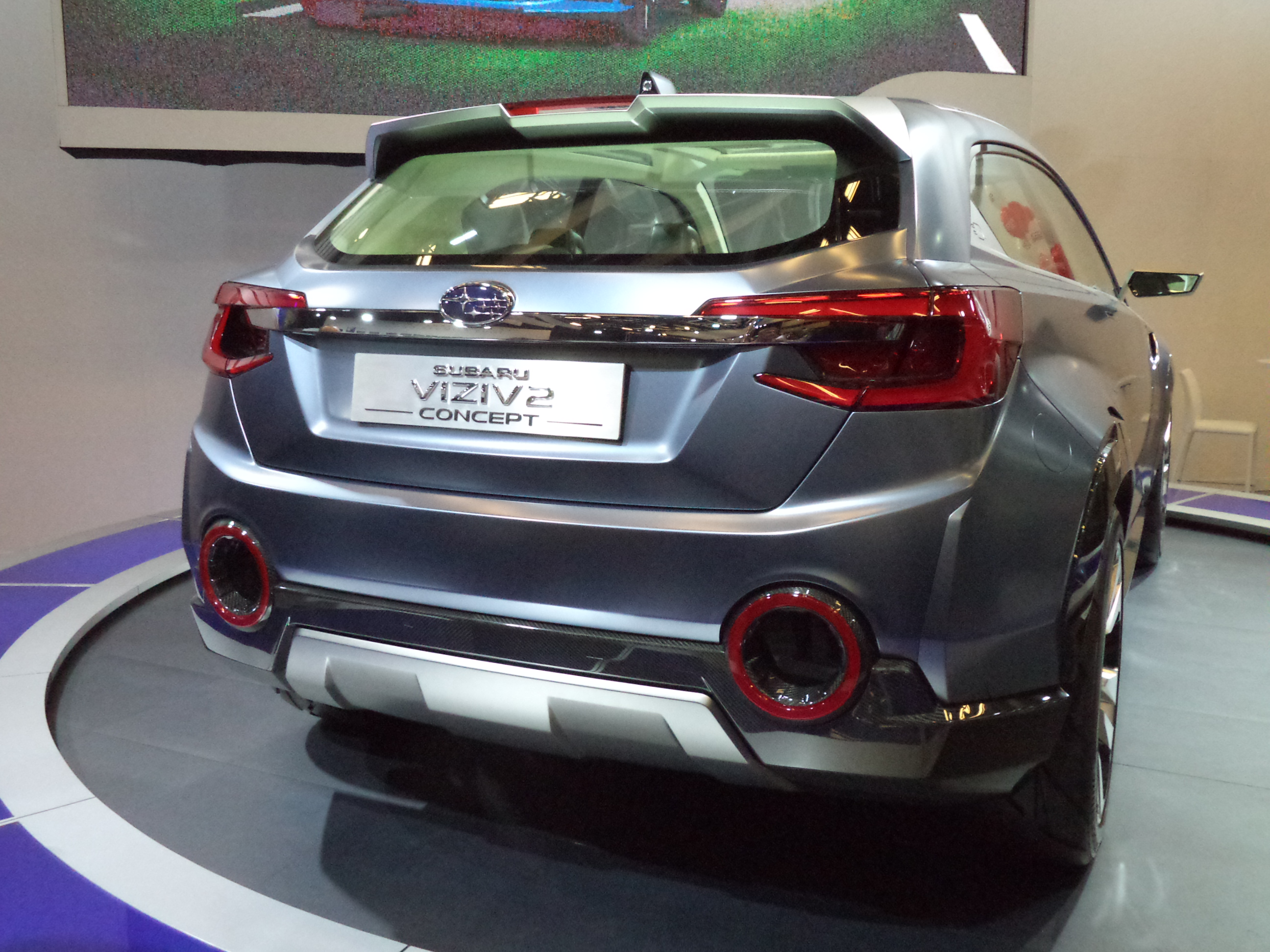
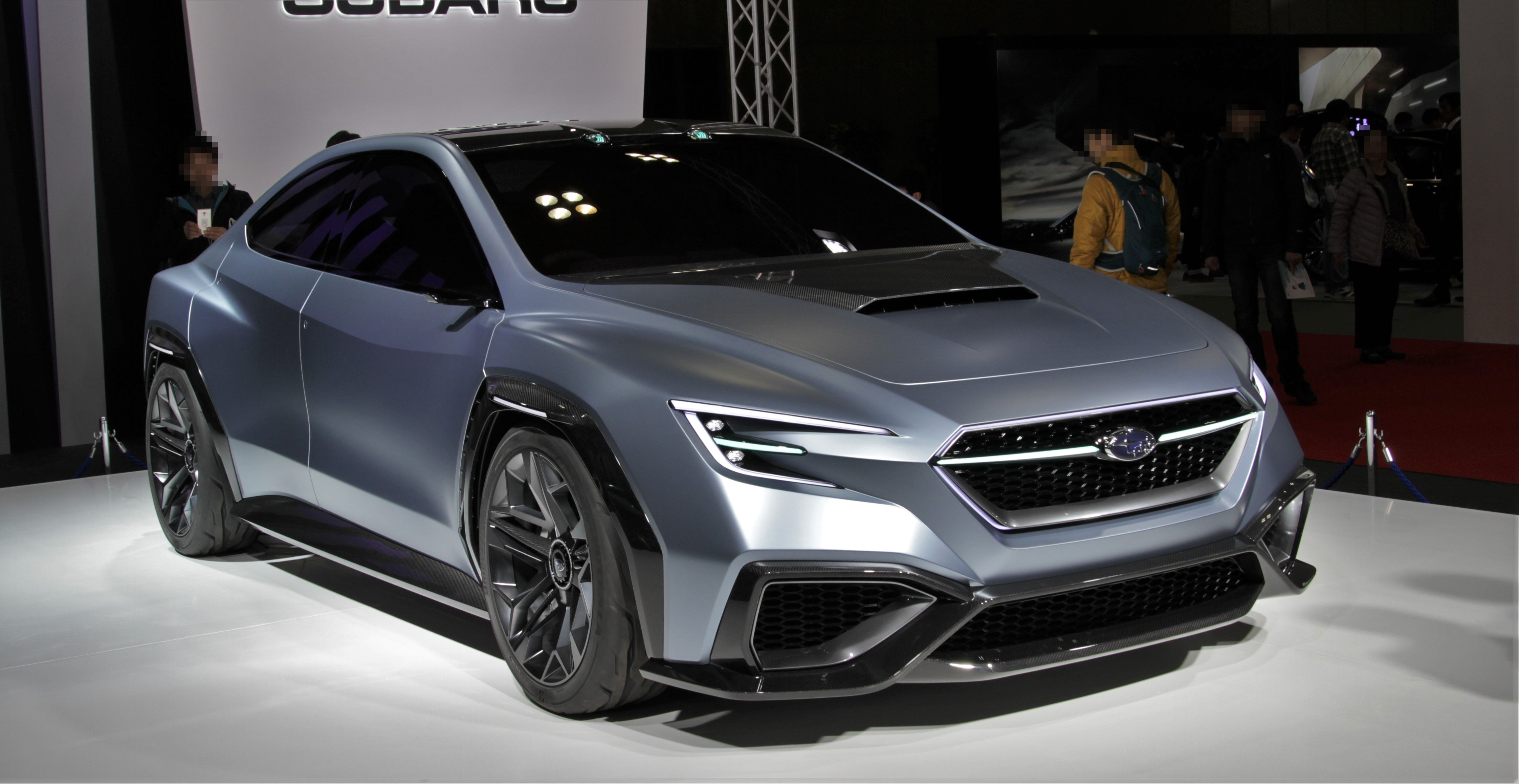